# Салтики (Слободський район)
Салтики́ (рос. Салтыки) — присілок у складі Слободського району Кіровської області, Росія. Входить до складу Ільїнського сільського поселення.
Населення становить 488 осіб (2010, 525 у 2002).
Національний склад станом на 2002 рік — росіяни 93 %.